# Dietrich II. von Katlenburg
Dietrich II. von Katlenburg (* 10??; † 21. Januar 1085 in Berka/Werra) war ab 1056 Graf im Lies- und Rittigau mit dem Erbgut Einbeck. In zeitgenössischen Quellen wird er, anders als seine Vorfahren, erstmals im sächsischen Raum ab dem Jahr 1075 als Graf von Katlenburg nach den neuartigen Höhenburgen bezeichnet. Es ist wahrscheinlich, dass er die vermutlich im 11. Jahrhundert entstandene Katlenburg beim heutigen Katlenburg in strategischer Lage am Harzrand und zur Nutzung seines Forstrechtes im Vorharzgebiet als Herrschaftssitz nutzte.
Er war der einzige Sohn des Grafen Dietrich I. von Katlenburg und der Bertrada von Holland (Tochter des Grafen Dietrich III. von Holland, der Jerusalemer).
Dietrich gehörte wohl einer Führungsgruppe beim Aufstand des ostsächsischen und englischen Adels gegen König bzw. Kaiser Heinrich IV. an. Heinrich IV. hatte in gesteigertem Maß begonnen, Herrschaftsrechte in Ostsachsen und im Harzraum zu beanspruchen und neuartige Höhenburgen zu bauen. Graf Dietrich wiederum hatte sich des Markt- und Münzrechts in Gittelde sowie des Forstrechts in diesem Vorharzgebiet bemächtigt. Damit waren die Grafen von Katlenburg eine der wenigen Adelsfamilien in Norddeutschland, die über eine Münze verfügten; zur Sicherung erbauten wohl Dietrich II. oder sein Sohn die nah gelegene Stauffenburg auf ehemaligem Reichsgebiet.
Wenn Dietrich seine Machtstellung ausbauen wollte, musste also der Einfluss König Heinrichs in diesem Raum geschwächt werden. 1075 machte Dietrich II. die Schlacht bei Homburg an der Unstrut mit, musste sich aber wie die meisten Aufständischen unterwerfen. 1076 gelang ihm und Hermann Billung († 1086), als erstem aus der Gruppe der inhaftierten Fürsten, die Rückkehr nach Sachsen, wo sie den Kampf gegen König Heinrich IV. neu aufnahmen.
Im Januar 1085 in Gerstungen kam es zwischen Heinrich und den Sachsen zu Verhandlungen, bei denen die Gregorianer (Anhänger des Papstes Gregor VII.) versuchten, die Sachsen wieder in einer Front gegen Heinrich zusammenzuschließen. Bei der anschließenden Unterredung der Sachsen im nahegelegenen Berka brach ein Streit unter ihnen aus, weil sie glaubten, Dietrich und der Hildesheimer Bischof Udo von Gleichen-Reinhausen wären auf die Seite des Königs gewechselt. In dem Handgemenge wurden er und ein gleichnamiger Verwandter getötet.
Um 1080 begründete er als Familienkloster die Kirche und das Stift Sankt Alexandri an seinem Erbhof in Einbeck. Bei Ausgrabungen 1975 in der Kirche wurde in hervorgehobener Lage ein steingefasstes Kopfnischengrab entdeckt, das als Grablege des Stifters Dietrich II. interpretiert wird. Seines Todestages gedachte man in St. Alexandri offenbar noch im 16. Jahrhundert.

## Ehe und Kinder
Er heiratete Gertrud die Jüngere von Braunschweig (* um 1060), die Tochter des Markgrafen Ekbert I. von Meißen.
- Dietrich III. von Katlenburg (* um 1075/80; † 12. August 1106).